# Associação Abraço
Associação Abraço é uma associação privada, com fins de saúde, que presta apoio a pessoas infetadas e afetadas pelo Vírus da imunodeficiência humana (VIH) e desenvolve também ações de prevenção para a redução do vírus, dirigidas a todos quanto se encontram em risco de novas infeções. 
Foi fundada a 5 de junho de 1992 como Instituição Particular de Solidariedade Social (IPSS) sem fins lucrativos, segundo a legislação portuguesa, gozando do estatuto de Organização não governamental (ONG) para o desenvolvimento. Sediada em Lisboa, a associação tenta abranger todo o país lutando diariamente em prol de uma sociedade mais justa e igualitária, através das áreas de intervenção de três centros de trabalho na grande Lisboa bem como nas delegações do Porto, Funchal e Setúbal.
A Associação Abraço é a segunda associação portuguesa com maior notoriedade a nível nacional, sendo que o primeiro lugar é ocupado pela Liga Portuguesa Contra o Cancro, segundo a conclusão de uma pesquisa, realizada em 2014, da empresa alemã de estudos de mercado Growth from Knowledge (GfK).

## História

### Antecedentes
No início da década de 1990, a formação científica sobre o VIH dava os primeiros passos em Portugal e no mundo. Os serviços de saúde, em particular os hospitais, não estavam dotados para receber as pessoas infetadas por carências na humanização dos serviços. Com esse intuito um grupo de voluntários começou a colaborar, em 1991, no Hospital Egas Moniz, em Lisboa, no sentido de apoiar as pessoas com VIH e SIDA. Mas foi quando um dos elementos desse grupo faleceu, vítima de SIDA, que os voluntários ficaram mais sensibilizados em lidar com o sofrimento dos familiares e amigos que enfrentavam uma doença que entrava sorrateiramente nas sociedades. A atividade do grupo foi crescendo de dia para dia, proporcionando conforto e amor ao próximo, ao mesmo tempo que recebiam louvores tanto dos médicos e enfermeiros como das pessoas afetadas. Tornara-se então crucial canalizar informação pedagógica à população como forma de combater os riscos associados ao desconhecimento da doença. Esses amigos e voluntários, entre os quais se encontrava a ativista portuguesa Margarida Martins, entenderam formar uma sólida associação capaz de promover e melhorar as condições hospitalares e, ao mesmo tempo, dar apoio tanto a nível psicológico como a nível social a essas pessoas infetadas e suas famílias.

### Criação da Abraço
A alarmante situação social mereceu preocupação da Organização Mundial da Saúde, que tem registado desde 1979 um aumento significativo de infetados tornando-se exponencial a partir dos anos noventa. Urgia em Portugal a criação de uma plataforma capaz de intervir, apoiar e dar respostas à população.

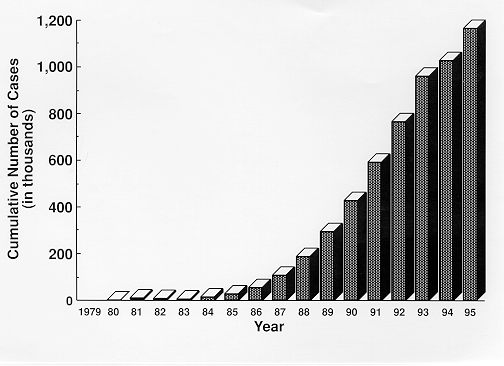
Evolução mundial do VIH entre 1979 e 1995.

 No dia 5 de junho de 1992, Margarida Martins e a sua equipa fundaram a Associação Abraço, no Bairro Alto, em Lisboa, ficando registada como a primeira instituição particular em Portugal de solidariedade social sem fins lucrativos de apoio a pessoas infetadas e afetadas pelo vírus VIH. Na época os recursos não eram muitos e a equipa de trabalho não excedia os cinco voluntários. Margarida aproveitou os conhecimentos adquiridos enquanto relações públicas na sua passagem profissional pelo mediático bar Frágil, no Bairro Alto, para fazer crescer o interesse social da associação. Na qualidade de líder e porta voz da Abraço realizou, entre 1992 e 1995, doze campanhas de sensibilização e prevenção de âmbito nacional. Paralelamente, desenvolveu sessões de esclarecimento junto de escolas e universidades, deu apoio jurídico a infetados e conseguiu angariar dinheiro para comprar material de apoio destinado a vários hospitais na grande Lisboa. A larga experiência granjeada na produção de concertos, durante a sua passagem pelo Frágil, foi também recuperada para promover regularmente com a Abraço exposições, colóquios e espetáculos destinados a cativar e mobilizar a população para o problema da SIDA. Foi convidada com regularidade para participar em vários programas de televisão e rádio, graças à sua personalidade extrovertida, dando assim maior visibilidade pública como presidente da associação. Para sobreviver financeiramente, a Abraço apoiava-se na solidariedade dos artistas, criativos e publicitários, empresas e instituições e de milhares de anónimos, uma vez que os subsídios governamentais começaram a entrar na associação mas representam apenas cerca de oito por cento das receitas.

### Afirmação na sociedade
A Associação Abraço conseguiu afirmar-se como uma organização não governamental de referência da sociedade civil especializada em criar, implementar e inspirar respostas, bem como promover políticas sociais de excelência, promotoras de cooperação e desenvolvimento, tanto a nível nacional como internacional,

Símbolo da luta contra a SIDA.

 e ainda na protecção dos indivíduos e das suas comunidades. A associação tornara-se assim mais profissional, com projetos internacionais, acordos com o Estado e projetos nacionais com o Ministério da Saúde. O trabalho em prol dos seropositivos e das suas famílias passa, entre outras valências, pelo apoio domiciliário, pelo apoio às crianças seropositivas e filhas de pais seropositivos, por uma casa de acolhimento para pessoas acamadas e ainda pela disponibilização de apartamentos para situações de emergência. A ação voluntária de âmbito nacional, sediada na capital, dispõe de três centros de trabalho na área da grande Lisboa, estendendo-se até ao Porto, a funcionar desde dezembro de 1994, passando pelo Funchal, aberto desde dezembro de 1995, e de volta à região da estremadura a delegação em Setúbal a funcionar desde dezembro de 2001.
O laço vermelho – símbolo de solidariedade para com as pessoas infetadas com VIH/SIDA – foi adotado em Portugal pela Associação Abraço. A ideia do laço nasceu de um grupo de profissionais de arte em Nova Iorque que criaram, em 1991, a Visual Aids como forma de homenagear amigos e colegas que estavam contaminados ou haviam falecido. Trata-se de uma organização de artes completamente comprometida em apoiar trabalhos feitos por pessoas infetadas com VIH/SIDA.  A cor do laço está associada à cor do sangue e ao sentimento de paixão. O símbolo da luta contra a SIDA foi usado publicamente, pela primeira vez, pelo ator e ativista Jeremy Irons na cerimônia de entrega dos prémios Tony Awards, em 1991, passando depois a ser usado em larga escala entre as celebridades e tornando-se rapidamente um símbolo popular.
Em 1998, a presidente e fundadora da Abraço, Margarida Martins, foi condecorada com o grau de Grande Oficial da Ordem de Mérito pelo então Presidente da República, Jorge Sampaio.

### Nova direção, novos desafios
Após vinte e um anos à frente da Abraço, Margarida Martins deixou a liderança da associação para abraçar o desafio político da presidência da Junta de Freguesia de Arroios, em Lisboa, transmitindo o legado da associação ao psicólogo clínico Gonçalo Lobo, voluntário desde 2007.

"Uma em cada três pessoas potencialmente infetadas com VIH desconhece que se encontra nesta situação, potenciando-se novos casos de infeção e pondo em causa a vida dos que já estão infetados e não sabem, ou o risco de reinfeção para os que sabem."

– Gonçalo Lobo alerta para a grave situação em Portugal.
O novo presidente tomou posse em janeiro de 2014 e renovou os órgãos sociais com uma direção executiva jovem e dinâmica, experiente na área do VIH, e com uma enorme força de vontade de revigorar a Abraço em termos financeiros e na sua qualidade associativa. Convidou Cristina Sousa, assistente social e coordenadora regional da Delegação Norte, para o cargo de vice-presidente, e Filipa Barbosa, psicóloga clínica, para vogal da associação. Gonçalo Lobo traçou como prioridade no primeiro ano de exercício encontrar formas alternativas de sustentabilidade, caminhando no sentido da autonomia financeira no que concerne à dependência do subsídio público, não descurando, no entanto, que os mesmos conferem reconhecimento.
Ainda no ano de 2014, um estudo promovido pela empresa alemã de estudos de mercado GFK reconheceu a Abraço como a segunda associação com maior notoriedade em Portugal, seguido da Liga Portuguesa Contra o Cancro. O mesmo estudo, que envolveu uma amostra de 1 192 indivíduos com mais de dezoito anos de idade, indicava que de uma forma geral as associações têm uma boa prestação ao nível da prevenção, rastreio e apoio psicológico e social aos doentes. Para a equipa de voluntários da  Abraço esse reconhecimento por parte dos portugueses deu mais alento para continuar a fazer o trabalho que tem vindo a ser feito com empenho, louvor e dedicação desde 1992. Não esquecendo, no entanto, que as associações de doentes devem melhorar o seu trabalho no que diz respeito à pressão junto do poder político, no apoio à investigação e no apoio jurídico aos doentes.

Com a dinâmica mais focada na psicologia a nova equipa diretiva direcionou a sua ação para metas inovadoras, como é exemplo da problemática do uso do preservativo abordado na entrevista do presidente da Abraço à revista Sábado, em 2017:
| “ | Uma das coisas que a maior parte dos jornalistas me pergunta é: 'Gonçalo, porque não usam as pessoas sempre o preservativo?' E eu pergunto: 'Vocês usam sempre o preservativo?'. São capazes de se lembrar antes e depois, mas durante o ato sexual ninguém se lembra porque não é uma questão de conhecimento, é de emoção. Estamos com outra pessoa, seja por prazer ou tesão sexual ou o que for, é sempre emoção. Se não apostarmos nisto que é trabalhar este lado mais emocional, todas as ações de prevenção que venhamos a fazer cairão em saco roto porque sexo não é pensamento. | ” |

 Das várias conquistas da associação, Gonçalo Lobo orgulha-se particularmente do gabinete médico-dentário, o único especializado para reabilitação oral das pessoas infetadas com o VIH a nível europeu e o segundo a nível mundial. Com os custos suportados pela associação e funcionando apenas com médicos dentistas voluntários, o gabinete realiza estudos oro-faciais, reconstruções faciais, ortodoncia e aplicações de próteses, com o objetivo de reinserir no mercado de trabalho as pessoas infetadas. Outras conquistas são merecedoras de destaque, caso do cheque dentista para as pessoas infetadas e o estudo de reconhecimento a nível nacional da população pediátrica infetada com o VIH. Porém, a Abraço lamenta a falta de articulação entre o Ministério da Saúde, Direção-Geral da Saúde (DGS) e as Administrações Regionais de Saúde (ARS).

## Missão
A missão da Associação Abraço, na qualidade de organização sem fins lucrativos, consiste em facultar apoio a pessoas infetadas e afetadas pelo VIH/SIDA, ou seja, seropositivos e respetivas famílias e ainda prevenir a infeção pelo VIH/SIDA, através de informação e sensibilização, do auxílio médico, psicológico, sociológico, jurídico, e da promoção de iniciativas de apoio no trabalho ou em situações sociais precárias. Adicionalmente, tem o objetivo de promover a autonomia e a individualidade da pessoa, bem como atuar de forma integrada sobre os fatores de exclusão social, privilegiando o desenvolvimento de respostas ajustadas às necessidades identificadas, de maneira a contribuir para uma sociedade mais justa e solidária.

## Princípios e valores
Os princípios e valores em que a Associação Abraço assenta provêm de ideais humanistas e de carácter humanitário, bem como da vontade de os materializar em ações concretas no terreno, no sentido de contribuir, no seu todo, para a realização da pessoa, da família e da comunidade, com total respeito pela sua dignidade e individualidade, em todas as circunstâncias. São eles:
- A ética em todas as circunstâncias.
- O reconhecimento e a valorização da individualidade.
- A igualdade de oportunidades e a não discriminação, independente de idade, origem étnica, sexo/género, orientação sexual, religião, estrato social, estado civil, situação familiar, deficiência, doença crónica, convições políticas ou ideológicas.
- A responsabilidade social.
- A integridade e a transparência.